# بنی خیار
بنی خیار (به عربی: بنی خیار) یک منطقهٔ مسکونی در تونس است که در استان نابل واقع شده‌است. بنی خیار ۳۶٬۶۸۶ نفر جمعیت دارد.